# HC Prešov
Az HC Prešov (magyar sajtóban használt nevén: HC Eperjes)egy szlovák jégkorongcsapat Eperjesen. A klub az első osztályú Tipsport liga keleti konferenciájában játszik. A csapat beceneve a Koňare.

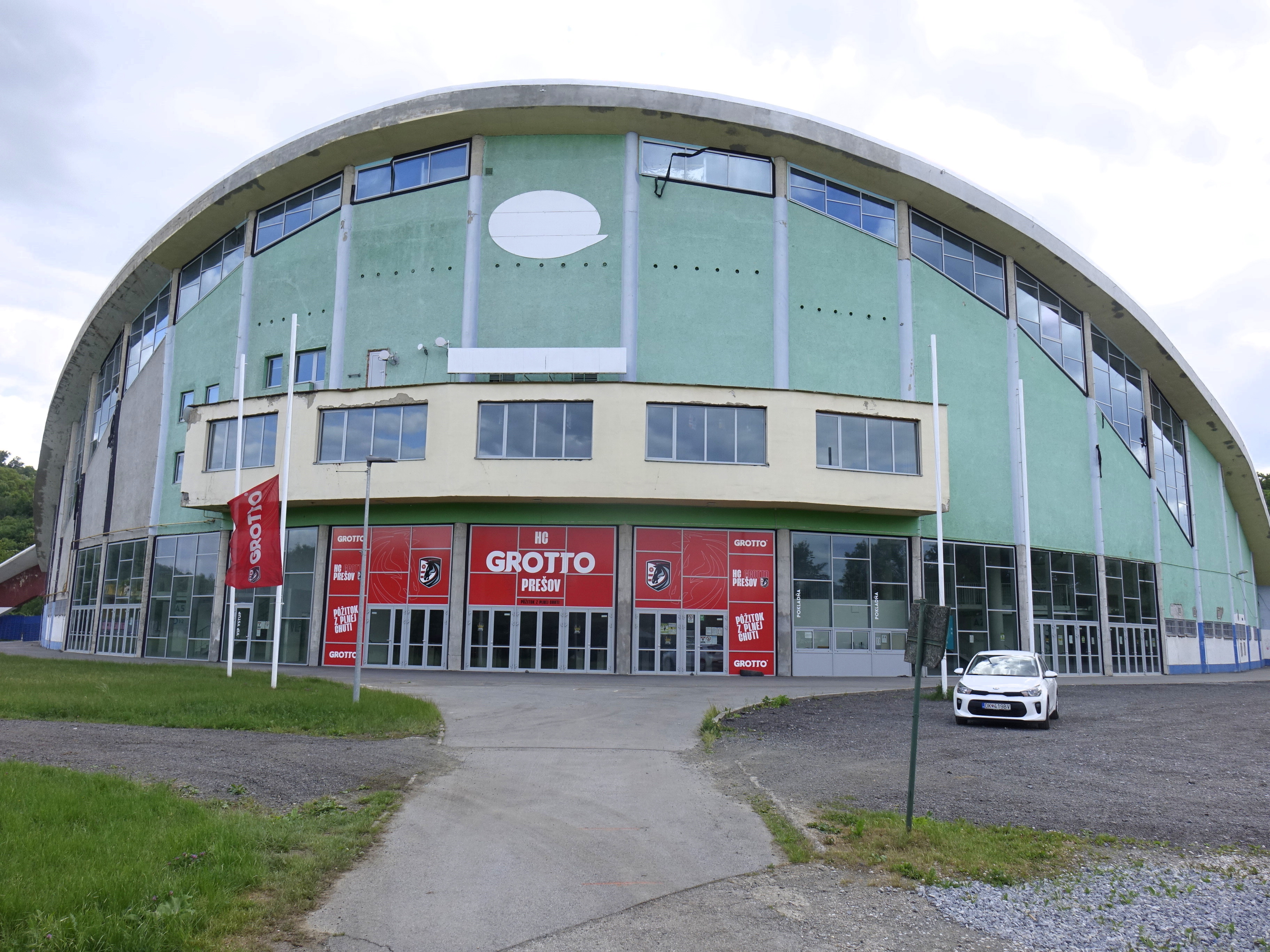
Az eperjesi ICE Aréna

## Története
A klubot 2023-ban alapították.
A HC Prešov a 2024-25-ös szezon rájátszásának döntőjében 4-1-es összesítésben legyőzte a HK ESMERO Skalica csapatát, ezzel két év múlva újra felkerült az első osztályba.

### Korábban használt nevek
- 1928 - Snaha Prešov
- 1932 - Slávia Prešov
- 1953 - ČSSZ Prešov
- 1964 - Tatran Prešov
- 1968 - VZJ Dukla Prešov
- 1970 - ZPA Prešov
- 1994 - Dragon Prešov
- 1997 - HK VTJ Prešov
- 1998 - HK VTJ Farmakol Prešov
- 2003 - PHK Prešov
- 2005 - HK Lietajúce kone Prešov
- 2007 - HC 07 Prešov
- 2014 - PHK 3b Prešov
- 2015 - HC Prešov Penguins
- 2021-2022 HC Grotto Prešov
- 2022-2023 HC MV Transport Prešov
- 2023- HC Prešov

## Helyezések

### Csehszlovák
1. slovenská národná hokejová liga - 18 szezon
- 4. hely: 1987/88, 1990/91, 1992/93
- 7. hely: 1988/89, 1989/90, 1991/92
- 8. hely: 1979/80
- 9. hely: 1974/75
- 10. hely: 1975/76, 1986/87
- 11. hely: 1970/71, 1972/73, 1982/83, 1983/84, 1984/85, 1985/86
- 12. hely: 1976/77, 1980/81

2. slovenská národná hokejová liga - 7 szezon
- 1. hely: 1968/69, 1969/70, 1971/72, 1973/74, 1977/78, 1978/79, 1981/82

### Szlovákia
Szlovák Extraliga - 6 szezon
- 7. hely: 1994/95
- 8. hely: 1993/94, 2021/22
- 10. hely: 1995/96
- 11. hely: 1998/99
- 12. hely: 2022/23

Tipos Slovenská hokejová liga - 23 szezon
- 2. hely: 1997/98, 2009/10, 2023/24
- 3. hely: 1996/97, 2000/01, 2002/03, 2003/04, 2012/13, 2016/17, 2017/18
- 4. hely: 2007/08, 2008/09
- 5. hely: 2001/02, 2004/05, 2006/07, 2015/16
- 7. hely: 1999/00, 2013/14
- 8. hely: 2005/06, 2011/12, 2014/15
- 12. hely: 2010/11, 2018/19

## Statisztikák

### Tipos Extraliga
| Főszezon | Főszezon | Főszezon | Főszezon | Főszezon | Főszezon | Főszezon | Főszezon | Főszezon | Rájátszás                                             | Rájátszás                                             | Rájátszás                                             | Rájátszás                                             |
| Szezon   | LM       | GY       | GY. H.   | V. H.    | V        | G        | P        | Helyezés | Nyolcaddöntő                                          | Negyeddöntő                                           | Elődöntő                                              | Döntő                                                 |
| -------- | -------- | -------- | -------- | -------- | -------- | -------- | -------- | -------- | ----------------------------------------------------- | ----------------------------------------------------- | ----------------------------------------------------- | ----------------------------------------------------- |
| 2022–23  | 50       | 11       | 8        | 6        | 25       | 129-167  | 55       | 12.      | Nem jutott be a rájátszásba, kiesett a másodosztályba | Nem jutott be a rájátszásba, kiesett a másodosztályba | Nem jutott be a rájátszásba, kiesett a másodosztályba | Nem jutott be a rájátszásba, kiesett a másodosztályba |

### TIPOS Slovenská hokejová liga
| Főszezon | Főszezon | Főszezon | Főszezon | Főszezon | Főszezon | Főszezon | Főszezon | Főszezon | Rájátszás    | Rájátszás                                  | Rájátszás                                      | Rájátszás                                |
| Szezon   | LM       | GY       | GY. H.   | V. H.    | V        | G        | P        | Helyezés | Nyolcaddöntő | Negyeddöntő                                | Elődöntő                                       | Döntő                                    |
| -------- | -------- | -------- | -------- | -------- | -------- | -------- | -------- | -------- | ------------ | ------------------------------------------ | ---------------------------------------------- | ---------------------------------------- |
| 2023–24  | 46       | 24       | 5        | 7        | 10       | 186-127  | 89       | 2.       | -            | Győzelem a Modré krídla Slovan ellen (4-0) | Győzelem a HK 95 Považská Bystrica ellen (4-1) | Vereség a Vlci Žilina ellen (0-4)        |
| 2024–25  | 46       | 38       | 1        | 0        | 7        | 180:69   | 116      | 1.       | -            | Győzelem a HK TAM Levice ellen (4-0)       | Győzelem a HK 95 Považská Bystrica ellen (4-0) | Győzelem a HK ESMERO Skalica ellen (4-1) |

## Nézettség
| Szezon  | Átlagos nézőszám | Helyezés a ligában |
| ------- | ---------------- | ------------------ |
| 2022–23 | 1196             | 11.                |

## Híres játékosok
- Igor Liba
- Ján Vodila
- Martin Štrbák
- René Pucher
- Peter Pucher
- Štefan Jabcon
- Milan Staš
- Jaroslav Obšut
- Michal Segľa
- Peter Frühauf
- Jaroslav Janus
- Tomáš Bulík
- Marek Zagrapan
- Vladimír Mihálik